# Middle Collegiate Church
La Middle Collegiate Church est une église de l'Église réformée en Amérique située sur la Deuxième Avenue dans le quartier East Village de Manhattan, à New York. L'église a été construite en 1891 en style néogothique et entièrement équipée, avec des salles de lecture et même un gymnase. Les vitraux sont en verre Tiffany.

## Histoire

### Construction
L'église succède à la Second Middle Collegiate Church, également connue sous le nom de Lafayette Place Middle Dutch Church, construite en 1839 et abandonnée par la congrégation en 1887.
La congrégation a été fondée en 1628 et est l'une des plus anciennes congrégations protestantes en Amérique du Nord. On compte parmi les autres églises héritières de l'Église réformée néerlandaise de 1628 la West End Collegiate Church (construite en 1892), située au coin de West End Avenue et de la 77th Street, la Marble Collegiate Church, sur la Cinquième Avenue et la 29th Street, et la Fort Washington Collegiate Church, à Magaw Place et 181st Street. Toutes font partie de l'Église réformée en Amérique.

### Incendie du 5 décembre 2020
Le 5 décembre 2020 un incendie ravage l'église pendant 8 heures qui ne laisse debout que la structure en pierre. Le maire de New York, Bill de Blasio, annonce que tout serait fait pour sa reconstruction. Installée dans le clocher, la New York's Liberty Bell, qui a sonné à la déclaration d'Indépendance des États-Unis en 1776, a pu être sauvée. 

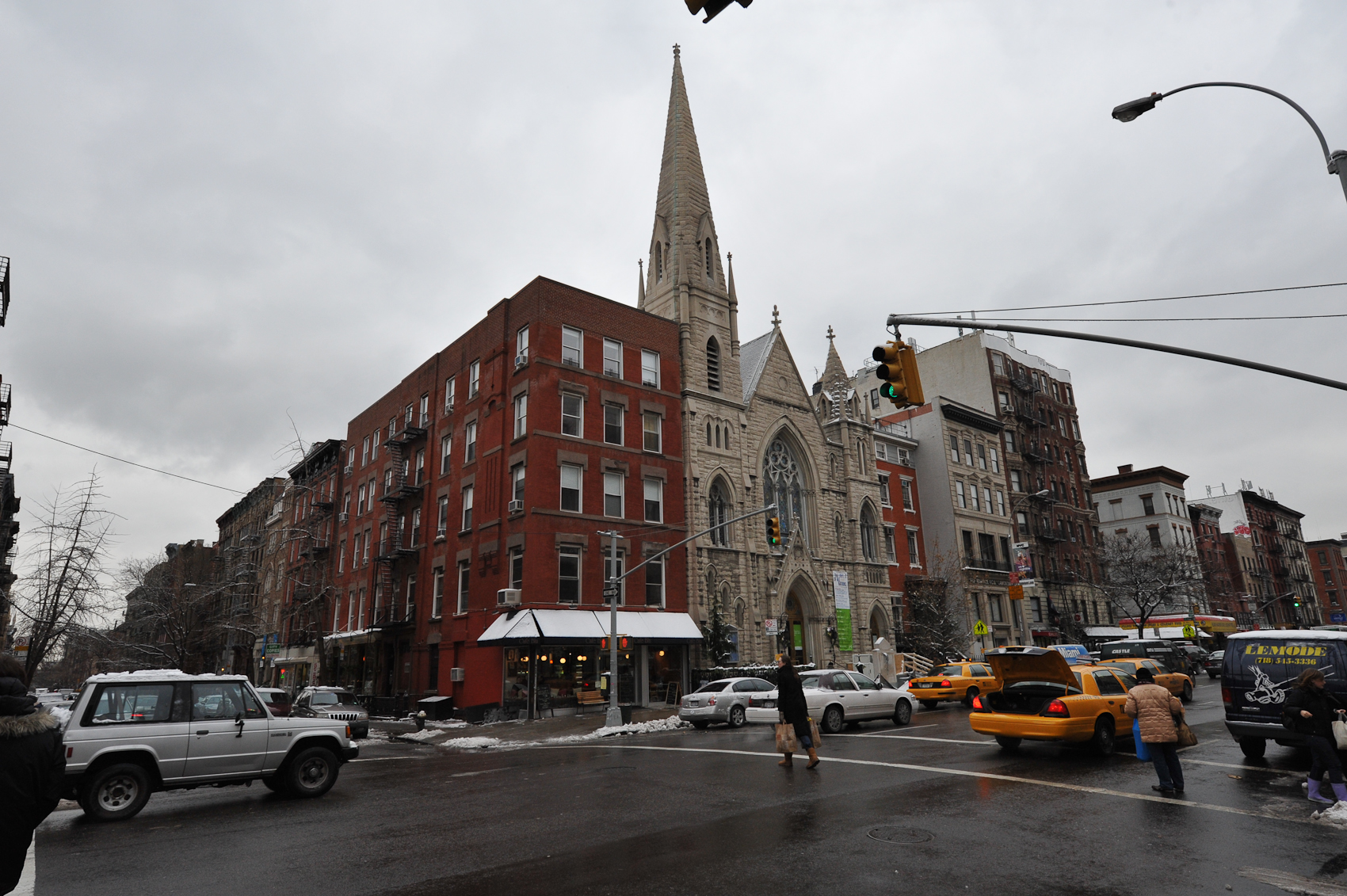
Le bâtiment rouge (au premier plan), au croisement de la Seconde Avenue et de la 7e rue, d'où l'incendie est parti avant de se propager à l'église[8].